# StarCraft: Ámokfutás
A Starcraft: Ámokfutás (eredeti címén StarCraft: Speed of Darkness) Tracy Hickman science fiction regénye, a harmadik mű, amely a StarCraft univerzumában játszódik. A cselekmény egy kis csapat rohamosztagosról szól a Mar Sara gyarmaton a StarCraft első epizódjának idejében.

## Cselekménye
A regény főszereplője, Ardo Melnikov beáll a Konföderáció rohamosztagosai közé, miután otthonát, Bountifult elpusztítják, és gyerekkori szerettét, Melanit elveszíti. Breanne hadnagy és Littlefield őrmester csapatának tagjaként Melnikov közlegényt a terran határgyarmatra, Mar Sarára rendelik. A tengerészgyalogosokból, hamvasztókból és keselyűkből álló csapatot harcifelderítésre küldik egy elhagyott városba, ahol zergként ismert idegen lényekkel találkoznak. Az intenzív tűzharc során megtalálják céljukat, egy titokzatos „dobozt”, és egy eszméletlen nőt. A csapadék maradéka hátrál a bázisuk felé, de mielőtt sokáig jutnának, egy taktikai atombombát dobnak mögéjük, elpusztítva a várost. Mikor elérik a bázisukat, túl elhagyottnak találják egy SCV vezető megmentésére.
A parancsnoki központban a nő felébred és Melnikov (még mindig sokkolja a múltja) rövid ideig Melaninak hiszi. Elmondja, hogy pszionikus erőkkel rendelkezik, és megpróbál segíteni Ardonak elfogadni veszteségeit. Ezalatt Ardo rájön, hogy emlékei hamisak lehetnek, az idegi módosító folyamat során jöhettek létre a Konföderációs kiképzése során. Emlékképei segítségével megtudja, hogy elhurcolták szülővárosából, de még mindig nem tudja, hogy emlékei valódiak-e.
A bázisukon maradt csapat hamarosan rájön, hogy a konföderációs csapatok elhagyják Mar Sarát, és azt, hogy a szökni próbáló civilek hamarosan a zergek támadása alatt fognak állni. A különös nő felfedi, hogy ő valójában a Korhal fiainak tagja, és azért küldték, hogy elhelyezze a „dobozt”. Valójában ez egy pszi sugárzó volt, amely a zergeket csalta Mar Sarára. A csapatot azért küldték, hogy találják meg a sugárzót, őrizzék, és haljanak meg a nukleáris robbanás alatt. Ezek még Breanne hadnagy számára is ismeretlenek voltak.
A menekülési próbálkozás katasztrofálisan végződik: egy csapat mutalisk felfedezi a bázist és támad. Littlefield meghal a parancsnoki központ védése közben. Breanne úgy dönt, hogy újra aktiválja a sugárzót, hogy elvonja a zergeket a Mar Saráról menekülő civilektől, akik a Korhal fiai által biztosított szállítókon voltak. A csapat nekilát a bázis megerősítésének a közelítő támadás ellen.
Egy elhúzódó és romboló csata után a csapatból csupán Melnikov, a nő, Breanne, a hamvasztó, a tengerészgyalogos és az SCV vezető maradt. Egy bunkerben a halálukig harcolnak, miközben a civil szállítók bolygó körüli pályára szöknek.

## Magyarul
- Ámokfutás; ford. Szántai Zsolt; Szukits, Szeged, 2005